# Nodeland
Nodeland är en tidigare tätort i Kristiansands kommun i Agder fylke i södra Norge. Sedan kommunreformen 2020 ingår Nodeland, tillsammans med Brennåsen, i en tätort med namnet Nodeland-Brennåsen. Nodeland har en hållplats på Sørlandsbanan, tio kilometer från järnvägsstationen i Kristiansand.
Orten har tidigare utgjort centralort i dåvarande Greipstads kommun respektive Songdalens kommun.